# Wilhelm Ritzenhoff
Johann Wilhelm Ritzenhoff (Borbeck, 4 maggio 1878 – Duisburg, 20 gennaio 1954) è stato un tiratore di fune, velocista e lunghista tedesco.

## Biografia
Ha partecipato ai giochi olimpici di Atene di 1906, dove ha vinto la medaglia d'oro nel tiro alla fune con la squadra tedesca, battendo la squadra greca.
Ha partecipato anche alla gara di atletica del salto in lungo da fermo, del pentathlon antico, dei 100 m piani e del lancio della pietra.

## Palmarès
In carriera ha conseguito i seguenti risultati:
- Giochi olimpici

Atene 1906: oro nel tiro alla fune.